# Sperling und das schlafende Mädchen
Sperling und das schlafende Mädchen ist ein deutscher Fernsehfilm von Juraj Herz aus dem Jahr 1998. Es handelt sich um die achte Episode der ZDF-Kriminalfilmreihe Sperling mit Dieter Pfaff in der Titelrolle. Sperlings Team setzt sich nun zusammen aus der von Dorkas Kiefer verkörperten Bettina Beermann und Norbert Wachutka (Hans-Joachim Grubel), nachdem Karsten Rohde und Vera Kowalski nicht mehr dabei sind. Die Haupt-Gaststars dieser Folge sind Johanna Klante, Fabian Busch, Norman Nitzel, Jörg Schüttauf, Anke Sevenich und Gerd Wameling.

## Handlung
Kriminalhauptkommissar Hans Sperling und seine neue Mitarbeiterin Bettina Beermann sind zufällig in der Nähe einer Tankstelle, als bei einem nächtlichen Überfall auf einen Tankwart geschossen wird. Einer der Täter läuft Sperling direkt in die Arme, dem anderen gelingt die Flucht. Beermann verfolgt die flüchtende Person bis in den Nachtclub „Ultraschall“. Dort vermutet sie den Täter auf der Herrentoilette und nimmt den dort anwesenden Christian „Chris“ Berlitz fest, der unter Drogen steht und die Tat mit der Bemerkung gesteht, wenn Beerman es unbedingt hören wolle, dann gestehe er halt, eine Tankstelle überfallen zu haben. Anderentags widerruft er jedoch sein Geständnis wieder.
Sperling kommen einige Dinge seltsam vor, obwohl Beermann darauf besteht, dass Chris der Täter sei. Als der Kommissar sich noch einmal im „Ultraschall“ umsieht, fällt ihm eine junge Frau auf, die, als sie ihn erblickt, seltsam reagiert und dann auf die Toilette flüchtet. Eine Personenfeststellung ergibt, dass es sich um eine Juliane „Jule“ Schneider handelt. Als eine Meldung eingeht, dass mit der Waffe, mit der auf den Tankwart geschossen wurde, auf die Scheibe eines Bekleidungsgeschäfts geschossen worden ist, unterstützt das die Annahme Sperlings, dass nicht Chris, sondern eine dritte Person im Spiel ist, die der festgenommene Richie Fischer, bei dem es sich um den Sohn des Polizeipräsidenten handelt, um jeden Preis schützen will.
Sperling bringt Richie dazu entgegen dem Willen seines Vaters auszusagen. Er gibt zu, dass er gern fest mit Jule gehen würde, sie aber eher auf ältere Typen stehe. Er schildert, wie es zu dem Schuss auf den Tankstellenpächter gekommen sei und dass Jule ihm nur habe helfen und den Mann nicht habe erschießen wollen, so sei sie nicht. Jule richtet inzwischen mit der Pistole weiteren Schaden an, als sie damit einen Blumenhändler bedroht, der daraufhin einen Herzinfarkt erleidet. An dem Stand arbeitet Maria, eine Freundin von Jule, die dem Kommissar erzählt, dass Jule mal von einem Maler gesprochen habe, bei dem sie wohne. Die Beamten bringen in Erfahrung, dass es sich bei dem Künstler um Karl Söllner handeln könnte. Sperling unterhält sich mit dem jungen Mann, der meint, es gebe Menschen, die immer nur geliebt werden wollten, woraufhin Sperling erwidert, er sei wohl der Meinung, Jule sei von jemandem sehr verletzt worden.
Es stellt sich heraus, dass Jule fast ein Jahr lang ein Verhältnis mit Horst Hoffmann hatte, dem Lebensgefährten ihrer Mutter. Er hatte sie glauben lassen, sie zu lieben, dann aber abserviert. Jule, deren Gefühle für ihn echt waren, hatte ihm geglaubt und litt sehr darunter, von ihm einfach so abgeschoben worden zu sein. Ihre grenzenlose Enttäuschung entlud sich in sinnloser Gewalt. Sperling gelingt es mit einfühlsamen Worten, die junge Frau davon zu überzeugen, dass es Mord sei, wenn sie jetzt abdrücke, als sie mit der immer noch in ihrem Besitz befindlichen Waffe Hoffmann bedroht. Der Kommissar findet genau die Worte, die ihre Wirkung auf Jule nicht verfehlen, widerstandslos lässt sie sich von ihm die Waffe aus der Hand nehmen.

## Produktion

### Dreharbeiten, Produktionsnotizen
Der Film wurde in Berlin und Umgebung gedreht. Die Aufnahmeleitung hatten Chris Schmelzer und Hildegard Westbeld inne, die Produktionsleitung Madeleine Remy und die Redaktion Klaus Bassiner und Alexander Ollig. Es handelt sich um eine Produktion der Polyphon Film- und Fernsehgesellschaft mbH im Auftrag des ZDF.

### Veröffentlichung
Diese Folge wurde am 24. Oktober 1998 zur Hauptsendezeit erstmals im ZDF ausgestrahlt.
Diese achte Episode der Reihe erschien zusammen mit allen weiteren 17 Folgen am 10. April 2015 auf DVD, herausgegeben von der Edel Germany GmbH.

## Kritik
Die Kritiker der Fernsehzeitschrift TV Spielfilm gaben dem Film für Action und Spannung je einen von drei möglichen Punkten und eine mittlere Wertung, indem sie den Daumen zur Seite neigten. Weiter hieß es: „Drehbuch und Musik erweisen sich als Flickwerk, und Ex-Grand-Prix-Teilnehmerin Dorkas Kiefer als Sperlings neue Assistentin ist eine Fehlbesetzung. Das bisherige Sperling-Team (Benno Fürmann, Petra Kleinert) wird erst im kommenden Jahr bei Ausstrahlung der neuen drei Folgen wieder dabeisein. Kurios: Die Folge von heute abend ist eigentlich die vierte, und die ersten drei liefen bereits beim Sender Arte.“ Das Fazit fiel weniger gut als bei den vorhergehenden Folgen aus und lautete: „Enttäuschender Krimi ohne Spannungskurve“.